# 紀阿閉麻呂
紀 阿閉麻呂（き の あへまろ）は、飛鳥時代の人物。姓（カバネ）は臣。系譜は明らかでない。冠位は贈大紫。672年の壬申の乱では大海人皇子（天武天皇）に従い、東道将軍として大和方面への増援軍を率いた。

## 経歴
紀氏は古代の有力氏族であり、壬申の乱の勃発時には紀大人が御史大夫として近江の朝廷の重臣であった。
壬申の年（672年）の6月下旬に挙兵した大海人皇子は、美濃国を本拠にして東国の兵を集めた。これに呼応して倭（大和国）では6月29日に大伴吹負が兵を挙げた。
7月2日に大海人皇子は軍を各数万人の二手にわけ、一方を敵の本拠である近江国に直行させ、他方を伊勢国の大山経由で倭に向かわせた。『日本書紀』は紀阿閉麻呂、多品治、三輪子首、置始菟を倭に向かった軍の指揮官としてあげる。部隊の長を一人にかぎることは当時の日本の軍事常識になっていないが、書紀編者は後の箇所で「東道将軍紀阿閉麻呂等」という表現でこの軍を代表させており、阿閉麻呂が最も重要だったことがうかがえる。
阿閉麻呂らの行軍中に、吹負の軍は西と北の二方面から敵に圧迫された。7月9日に東道将軍紀阿閉麻呂等は、大伴吹負が敗れたことを知り、置始菟に千余騎を与えて急行させた。大伴吹負は4日に乃楽山で敵に敗れたが、その日のうちに墨坂で置始菟の部隊と邂逅して、再集結することができた。以上の『日本書紀』の説明には日付の矛盾がある。行程からすると9日は増援軍本隊が到着しておかしくない頃である。
日付は不明だが、吹負が西から攻めてきた壱伎韓国の軍を撃退した後になって、増援軍の本隊が倭に続々到着した。吹負は軍を上・中・下の道に分かれて駐屯させ、北にいる近江軍と対峙した。紀阿閉麻呂がどこにいたかは不明だが、吹負の指揮下で引き続く戦闘に参加したと考えられる。
天武天皇2年（673年）伊賀国にいる紀阿閉麻呂らに、壬申の年の労勲を詳しく述べて誉める詔が出され、賞が与えられた。
天武天皇3年（674年）2月28日卒去。天武天皇は大いに悲しみ、壬申の乱における戦功に対して、大紫の位を贈った。
阿閉麻呂は『尊卑分脈』『続群書類従』等所収の系図には記載がなく、出自は明らかでない。